# Kosta Tomašević
Kosta Tomašević (serbe : Коста Томашевић) (né le 25 juillet 1923 à Stari Banovci dans le royaume de Yougoslavie et mort le 13 mars 1976 à Belgrade) était un joueur de football serbe.